# تل أبو صخير
أبو صخير تلٌّ في جنوب بغداد، من أهمّ التلول الأثرية وأكبرها، شرعت مؤسسة الآثار العراقية في تنقيبه سنة 1976م، وعثَرتْ على بقايا مدينة إسلامية من العصر العباسي، وظلّت المساكن في تلك المدينة حتى العصر الإيلخاني وقليلاً بعدَهُ، وجدَ فريق التنقيب هناك جرةً فخّاريّة، فيها ستمئة وثلاثون مسكوكة، منها أربعمئة وخمسون مسكوكة كاملة، والباقي مثلومة أو مكسورة، وأكثر المسكوكات برونزية، معظمها تالف من الصدأ، وأغلبها من أواخر الحكم الإلخاني في زمن السلطان محمود غازان والسلطان أولجيانو، ومن بين المسكوكات خمس وسبعون مسكوكة ذهبية، إحداها وُجدَتْ في خندق من العهد العباسي باسم آخر الخلفاء العباسيين المستعصم بالله. موقع التلّ حالياً في منطقة الدورة في حي الميكانيك، غرب نهر دجلة بمسافة ثلاث كيلومترات ونصف.